# Stanley Island (Queensland)
Stanley Island är en ö i Australien. Den ligger i delstaten Queensland, omkring 1 700 kilometer nordväst om delstatshuvudstaden Brisbane. Arean är 9,1 kvadratkilometer. Den sträcker sig 6,3 kilometer i nord-sydlig riktning, och 6,4 kilometer i öst-västlig riktning.
Savannklimat råder i trakten. Genomsnittlig årsnederbörd är 1 226 millimeter. Den regnigaste månaden är mars, med i genomsnitt 387 mm nederbörd, och den torraste är augusti, med 1 mm nederbörd.